# NGC 5444
NGC 5444 is een elliptisch sterrenstelsel in het sterrenbeeld Jachthonden. Het hemelobject werd op 1 mei 1785 ontdekt door de Duits-Britse astronoom William Herschel.

## Synoniemen
- UGC 8974
- MCG 6-31-54
- ZWG 191.41
- PGC 50080